# Чиста кръв (теленовела, 2007)
„Чиста кръв“ (на испански: Pura Sangre) е колумбийска теленовела, произведена и излъчена от РЦН Телевисион през 2007 г. Главните роли в нея се изпълняват от Рафаел Новоа и Марсела Мар, а отрицателните – от Кати Саенс, Алехандро Лопес, Хуан Пабло Гамбоа, Андрес Хуан и първия актьор Пепе Санчес, изиграл две противоположни роли. Специално участие в първите епизоди вземат Алехандра Бореро и Карменса Гомес.

## Актьорски състав
- Рафаел Новоа – Едуардо Монтенегро Суарес/ Марко Виейра
- Марсела Мар – Флоренсия Лагос Роман
- Кати Саенс – Паулина Риаскос де Лагос/ Рехина Кастаньо „Хиената“
- Пепе Санчес – Алехандро Лагос/ Еусебио Белтран
- Хелга Диас – Ирене Лагос Роман
- Хуан Пабло Гамбоа – Федерико Лагос Роман/ Педро Нел Лагос
- Андрес Хуан – Камило Лагос Роман
- Мануел Хосе Чавес – Симон Лагос Роман
- Силвия де Диос – Сусана Суескун де Лагос
- Едгардо Роман – Атила Каранса
- Алехандро Лопес – Ренато Леон Фабрегас
- Карлос Уртадо – Аристидес Боканегра
- Хулиана Галвис – Силвия Вайехо
- Каролина Куерво – Асусена Флорес де Чапаро
- Алехандра Сандовал – Лусия Веландия
- Карлос Мануел Весга – Исидро Чапаро
- Фернандо Аревало – Д-р Родолфо Ортегон
- Джени Осорио – Маргарита Флорес
- Марсела Бенхумеа – Роса Флорес
- Мануел Сармиенто – Самуел Делгадо
- Диего Велес – Отец Матиас
- Рамсес Рамос – Фреди Уилям Кастилбланко
- Сесар Бадийо – Хосе Исак Нютон Барера
- Клаудия Агире – Илеана
- Инес Прието – Инес Буено
- Клод Пимонт – Франсиско де Паула
- Хулио Пачон – Факундо Матамала
- Мария Фернанда Йепес – Наталия/ Венус Хортън
- Рената Гонсалес – Марсела Каранса
- Джейсън Чад Рот – Майк Хортън
- Маргалида Кастро – Клеотилде
- Хайме Барбини – Хосе Мария Кабал
- Алехандра Бореро – Хеновева де Лагос
- Карменса Гомес – Мария Суарес де Монтенегро
- Мартина Гарсия – Ана Грегория Белтран
- Роберто Марин – Уго
- Адриана Аранго – Клеменсия де Лагос
- Гай Давидиан – Енрике Пресиадо
- Лаура Перико – Ирене Лагос (дете)
- Ети Гросман – Флоренсия Лагос (дете)
- Федерико Ривера – Коджак
- Марсела Валенсия – Канделария
- Мануел Антонио Гомес – Полковник Видал

## Версии
- Утре и завинаги, мексиканска теленовела от 2008-2009 г., произведени от компанията Телевиса, с участието на Силвия Наваро, Фернандо Колунга, Лусеро, Серхио Сендел и Ерика Буенфил.
- Жажда за мъст, американска теленовела от 2024-2025 г., продуцирана от канала Телемундо, с участието на Данило Карера, Исабела Кастийо и Алекса Мартин.

## В България
В България премиерата на сериала е на 26 март 2008 г. по bTV и завършва на 25 август. Ролите се озвучават от Лидия Вълкова, Лина Шишкова, Елисавета Господинова, Любомир Младенов и Георги Георгиев – Гого.
На 18 май 2015 г. започва повторното излъчване по БНТ 1 и завършва на 23 ноември. Ролите се озвучават от Даниела Йорданова, Ася Рачева, Мина Костова, Мартин Герасков и Виктор Танев.